# Sinn (azienda)

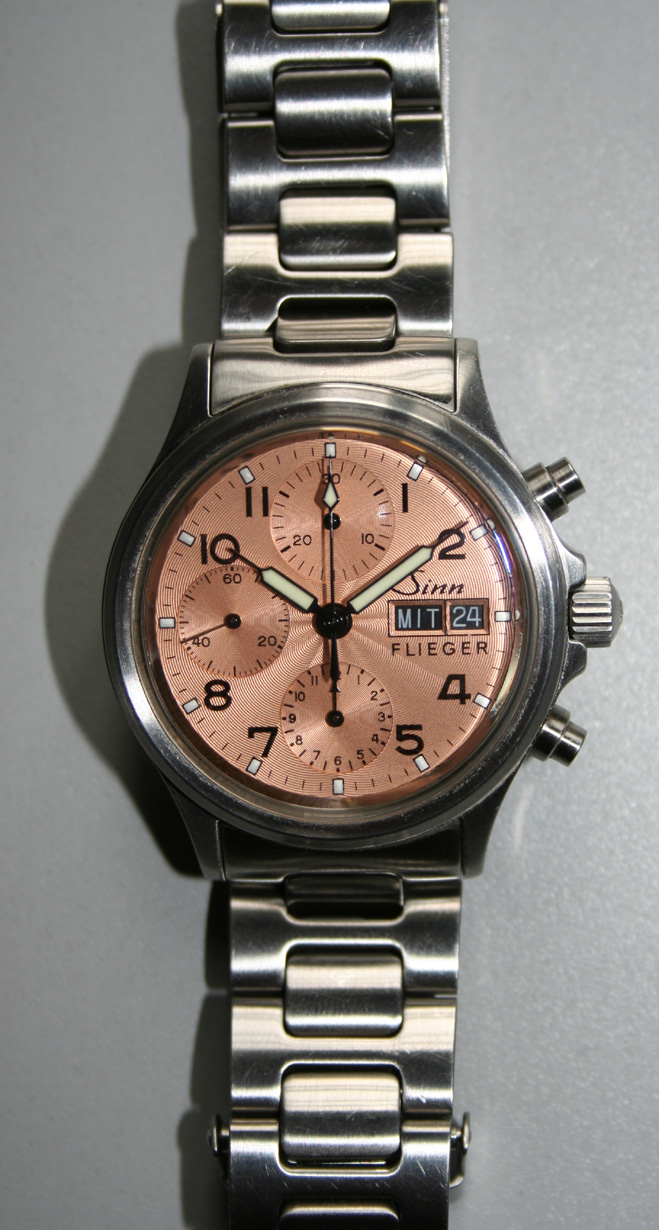
Sinn Modell 356 Flieger II

Sinn Spezialuhren GmbH è un'azienda produttrice di orologi da polso meccanici con sede a Francoforte sul Meno in Germania. La compagnia fu fondata nel 1961 dall'istruttore di volo e pilota Helmut Sinn sotto il nome di "Helmut Sinn Spezialuhren".

## Storia
Dopo la sua fondazione nel 1961, la società si è concentrata sulla produzione di orologi da navigazione e cronografi da pilota e li ha venduti direttamente ai consumatori evitando i rivenditori. Gli orologi sono stati prodotti secondo le specifiche del pilota Helmut Sinn da un'azienda Svizzera. Eliminando il margine commerciale dei rivenditori, l'azienda è stata in grado di offrire i suoi orologi a un prezzo inferiore rispetto ai canali di vendita tradizionali.
Nel 1994, Helmut Sinn vendette la società a Lothar Schmidt. In seguito alla vendita, nel 1996 ha acquistato l'azienda di orologi svizzeri Guinand.  Nel 1998 fonda una nuova società a Francoforte sul Meno. Con questa azienda, ha offerto orologi di marca di Jubilar, Chronosport e la Guinand appena acquisita. Nel 2006 si è ritirato dalle attività commerciali. Dopo aver affidato la gestione dell'azienda al suo impiegato di lunga data Horst Hassler, ha ricoperto il ruolo di consulente dell'azienda. Il 3 settembre 2016 Helmut Sinn ha festeggiato il suo centesimo compleanno. Sinn è morto nel febbraio 2018 all'età di 102 anni.
L'ingegnere certificato Lothar Schmidt ha iniziato a lavorare per Sinn Spezialuhren nel settembre 1993. In precedenza, aveva lavorato dal 1981 per International Watch Company (IWC) a Sciaffusa, in Svizzera, prima come libero professionista, poi come rappresentante autorizzato. Era responsabile dell'installazione e del funzionamento della cassa e della produzione di cinturini, nonché della costruzione e del design. Successivamente, è stato incaricato di impostare e gestire la produzione di componenti. Dal 1990 fino al suo pensionamento, è stato anche responsabile della supervisione dello sviluppo della produzione e della logistica presso l'allora sussidiaria dell'IWC, A. Lange & Söhne a Glashütte, in Sassonia, che era stata restaurata in seguito al crollo del governo della Germania orientale. Sotto la sua guida, la Sinn Spezialuhren ha subito importanti cambiamenti. Rendendosi indipendente dal punto di vista commerciale, ha ampliato la sua gamma di modelli e sviluppato i propri modelli di orologi e tecnologie innovative. Oltre alla vendita diretta, Lothar Schmidt ha introdotto il concetto di distributori: orologiai selezionati che oltre alla produzione si occupano anche della vendita al dettaglio. Inoltre, il nome dell'azienda è stato cambiato in Sinn Spezialuhren GmbH. La maggior parte degli orologi dell'azienda è assemblata e regolamentata a Francoforte sul Meno. Oltre 12.000 orologi sono venduti ogni anno. Un ruolo importante lo svolgono anche i contaminuti destinati ad usi professionali. Vengono usati dalle forze speciali come l'unità navale della polizia federale tedesca GSG 9, i vigili del fuoco, i sommozzatori e i piloti. Il fisico e astronauta tedesco Reinhard Furrer indossava la 140 S al polso durante la missione Spacelab D1 nel 1985, dimostrando così che un orologio SINN meccanico con movimento automatico funziona anche a gravità zero. Durante la missione Mir '92 nel 1992, l'astronauta Klaus-Dietrich Flade volò nello spazio con una 142 S di Sinn Spezialuhren al polso. Nel 1993, il 142 S di Sinn Spezialuhren era a bordo della Columbia nella missione D2 .

## Sächsische Uhrentechnologie GmbH (SUG)
Nel 1999, Walter Fricker (proprietario della società di orologi Fricker a Pforzheim, Germania), Ronald Boldt (ex capo della tecnologia e garanzia di qualità presso la casa di orologeria di lusso tedesca Glashütte Uhrenbetrieb) e Lothar Schmidt fondano la loro società di orologi, Sächsische Uhrentechnologie GmbH (SUG) a Glashütte. Walter Fricker non è più coinvolto nella società. Oltre a Sinn Spezialuhren, altri noti orologiai costituiscono la principale base di clienti per la costruzione della cassa.

## Test e certificazioni
Resistenza alla pressione e all'acqua: gli orologi Sinn Spezialuhren sono certificati da istituti indipendenti secondo gli standard e le linee guida esistenti al fine di documentarne l'idoneità all'uso professionale e garantire l'impegno dell'azienda per la qualità. Germanischer Lloyd, la più grande società di classificazione al mondo per la sicurezza marittima, ha quindi testato e certificato gli orologi da immersione SINN per la pressione e l'impermeabilità dal 2005.
Norme europee sui dispositivi per immersioni: gli orologi per immersioni SINN sono stati classificati come parte delle attrezzature per immersioni e testati e certificati secondo le norme europee per dispositivi per immersione EN 250 e EN 14143 da Germanischer Lloyd dal 2006. TESTAF (lo standard tecnico per orologi da pilota): orologi da pilota selezionati di Sinn Spezialuhren sono stati testati e certificati dall'Università di scienze applicate di Aquisgrana secondo lo standard tecnico per orologi da pilota del Technischer Standard Fliegeruhren (TESTAF). Sviluppato su iniziativa di Sinn Spezialuhren, TESTAF garantisce che un orologio pilota soddisfi tutti i requisiti di misurazione del tempo durante le operazioni di volo in conformità con le regole di volo visive e / o le regole di volo dello strumento ed è qualificato per l'uso professionale.

## Premi
Gli orologi Sinn hanno vinto il primo posto al Goldene Unruh premi negli anni seguenti:
- 1998: 103 Ti Ar (orologi fino a 2.000 marchi)
- 2006: Frankfurt Financial District Watch in oro bianco (orologi fino a 10.000 euro)
- 2008: 6100 REGULATEUR in oro rosa
- 2010: 900 PILOTA
- 2010: 6100 REGULATEUR in oro rosa
- 2012: Frankfurt Financial District Watch in platino

## Orologi
I modelli standard sono orologi meccanici come Sinn Pilot Chronograph 103 o Space Chronograph 140. Di solito i dettagli tecnici includono una resistenza alla pressione fino a 20 bar e oltre, oltre alla funzionalità antimagnetica secondo DIN 830. Inoltre, il cronografo pilota EZM 10 TESTAF garantisce una funzionalità affidabile da meno 45 gradi Celsius a più 80 gradi Celsius . L'orologio subacqueo per forze operative speciali della marina come il Sinn Diving watch U2 ad esempio ha le seguenti specifiche:
completamente realizzato in acciaio sottomarino tedesco ad alta resistenza , resistente all'acqua di mare.
orologio: meccanismo a carica automatica con movimento meccanico o manualmente con carica della corona dell'orologio
Vetro zaffiro sul davanti, antiriflesso su entrambi i lati
funzionalmente affidabile da - 45 gradi a +80 gradi Celsius
resistente alla pressione fino a 2000 metri (m) di profondità di immersione
antimagnetico secondo DIN 8309
L'unità delle forze speciali tedesche della polizia federale GSG 9 utilizza l'orologio Sinn UX per le sue forze marittime.
Una importante linea di orologi strumento è costituito dalla serie EZM; la sigla sta per "Einsatzzeitmesser" termine in lingua tedesca che significa "cronografo da missione"; la linea EZM nasce con l'obbiettivo di caratterizzare la produzione di punta della casa orologiera nell'ambito dei tool watch, creando diversi modelli per gli impieghi più specifici e con prestazioni orientate alla resistenza, l'affidabilità e la robustezza. Gli orologi della serie EMZ sono adottati talvolta anche in maniera ufficiale da forze dell'ordine, corpi di vigili del fuoco e agenti dei corpi speciali. Tra le caratteristiche principali della serie EZM la resistenza alla pressione da 20 bar fino a 100bar per i modelli diver, la presenza di una specifica tecnologia per l'eliminazione della umidità interna alla cassa, l'uso di acciaio indurito e vetro zaffiro.